# Metsäpirtti

Metsäpirtti kommuns läge i fd Viborgs län.

Metsäpirtti (ryska: Zaporozjskoje) är en ort nära floden Vuoksens utflöde i Ladoga.
Fram till Vinterkriget var Metsäpirtti centrum för kommunen med samma namn, då belägen i Viborgs län i Finland. Kommunens landsareal var  187,2 km² med en befolkning om 4.428 personer och en befolkningstäthet av 23,7/km² (1908-12-31).
Metsäpirtti var enspråkigt finskt och blev del av Sovjetunionen efter Andra världskriget.